# Antoine Kambanda
Antonie Kambanda (Nyamata, 1958. november 10. –) ruandai római katolikus pap, a Kigali főegyházmegye érseke, bíboros. Bíborossá kreálásával ő lett az első bíboros Ruandából.

## Korai évek
Antoine Kambanda 1958. november 10-én született Ruandában. Az etnikumok közötti erőszak miatt családja rövid időre Burundiba, majd Ugandába költözött, ahol általános iskolába járt, majd Kenyába, ahol a középiskolát végezte el. Később visszatért hazájába, ahol a Rutongo kisszemináriumba járt Kigaliban (1983-1984) és a Nyakibanda-i Borromeo Szent Károly Szemináriuba Butaréban (1984-1990). 1990. szeptember 8-án szentelte pappá II. János Pál pápa ruandai lelkipásztori látogatása során. Ezt követően 1990-től 1993-ig tanulmányi prefektus volt a Szent Vince Kisszemináriumban Nderában, Kigaliban. 1993-tól 1999-ig a római Pápai Szent Alfonz Akadémián tanult, ahol erkölcsteológiából doktorált. Szüleit és hat testvére közül ötöt, valamint sok más rokonát és barátját 1994-ben, a tuszik elleni népirtás során megölték.

## Papság
Kambandát 1999-ben nevezték ki a Caritas egyházmegyei irodájának igazgatójává Kigaliban. Ezt követően a Kigali egyházmegye Fejlesztési Bizottságának igazgatója, az egyházmegye Igazságosság és Béke Bizottságának vezetője, valamint a Nyakibanda Nagyszeminárium professzora és vizitátora lett. 2004-ben az 1994-es ruandai népirtásról beszélve Kambanda elismerte, hogy míg a katolikus papság egyes tagjai megpróbálták megvédeni az embereket, mások bűnrészesek voltak a gyilkosságokban. Kambanda megjegyezte, hogy magának a katolikus egyháznak is át kell esnie az újjáépítésen, hogy lerázza a népirtás hatásait. Azt mondta, hogy „a bűnbocsánat szentségének alkalmazása az etnikai gyűlölet megbékélésére és gyógyítására, valamint az önmagunkkal, Istennel és a többiekkel való megbékélés jelentősége lenne egy olyan hit kialakításában, amelyet a bizalom jellemez, amely legyőzi a másiktól való félelmet.”
2005 szeptemberében Crescenzio Sepe bíboros kinevezte őt a Kabgayi egyházmegye filozófiai szemináriumának rektorává. 2006. február 10-én Kambandát kinevezték a nyakibandai Borromeo Szent Károly Nagyszeminárium rektorává. Ő váltotta Smaragde Mbonyintege-t, akit püspökké neveztek ki.
2011 júniusában ötszáz zarándokot vezetett az ugandai Namugongóba, hogy részt vegyenek a mártírok napi ünnepségeken, amelyeken annak a 45 keresztény hittérítőnek az emlékére tartottak, akiket 1884-ben II. Mwanga, Buganda királya ölt meg. Prédikációjában azt mondta, hogy a mártírok áldozatvállalása nagyban segítette a kereszténység terjedését Afrikában, mivel megmutatta a misszionáriusoknak, hogy a megtértek hajlandóak meghalni a hitükért.

## Püspök és bíboros
2013. május 7-én Ferenc pápa kinevezte a Kibungói egyházmegye püspökévé. Ő követte Kizito Bahujimihigo-t, aki 2010 januárjában mondott le az egyházmegye „súlyos pénzügyi problémái” és a hitelező bankok részéről az egyházmegyei vagyon lefoglalásával kapcsolatos fenyegetések közepette. A Ruandai Püspöki Konferencia megválasztotta őt a 2015-ös püspöki szinódusra.
Ferenc pápa 2018. november 19-én kinevezte a Kigali főegyházmegye érsekévé.
2020. október 25-én Ferenc pápa bejelentette, hogy a 2020. november 28-i konzisztóriumon bíborossá kreálja. Ezen a konzisztóriumon a pápa a San Sisto-bazilikát jelölte ki címtemplomául. December 16-án a Népek Evangellizálása Kongregáció tagjává nevezték ki.
2021. októberében Ferenc pápa Kambanda bíborost a Tanulmányi Intézetek Katolikus Nevelésügyi Kongregációja tagjává nevezte ki.
2022 augusztusában a Szent Lázár-rend Orleáns-i obszerváns nagymestere, Jan Dobrzenský z Dobrzenicz kinevezte a rend lelki védelmezőjévé és főkáplánjává.